# Final da Taça de Portugal de 2021–22
A Final da Taça de Portugal de 2021–22 foi a final da 82ª edição da Taça de Portugal, competição organizada pela Federação Portuguesa de Futebol. A final foi disputada a 22 de maio de 2022, no Estádio Nacional do Jamor, entre o FC Porto e o CD Tondela. O FC Porto venceu o jogo por 3-1 e conquistou a 18ª Taça de Portugal da sua história.

## Estádio
Tal como é tradição, o estádio escolhido para a Final foi o Estádio Nacional do Jamor. Inaugurado em 1944 e com uma lotação de 37.500 lugares, foi a 68.ª Final da Taça de Portugal que este estádio recebeu.

## Final
| 22 de Maio de 2022 | Porto                              | 3–1 | Tondela      | Estádio Nacional do Jamor, Oeiras (Portugal) |
| 20:30              | - Taremi 22' (P) 74' - Vitinha 52' |     | - Borges 73' |                                              |